# Filadelfia (Colômbia)

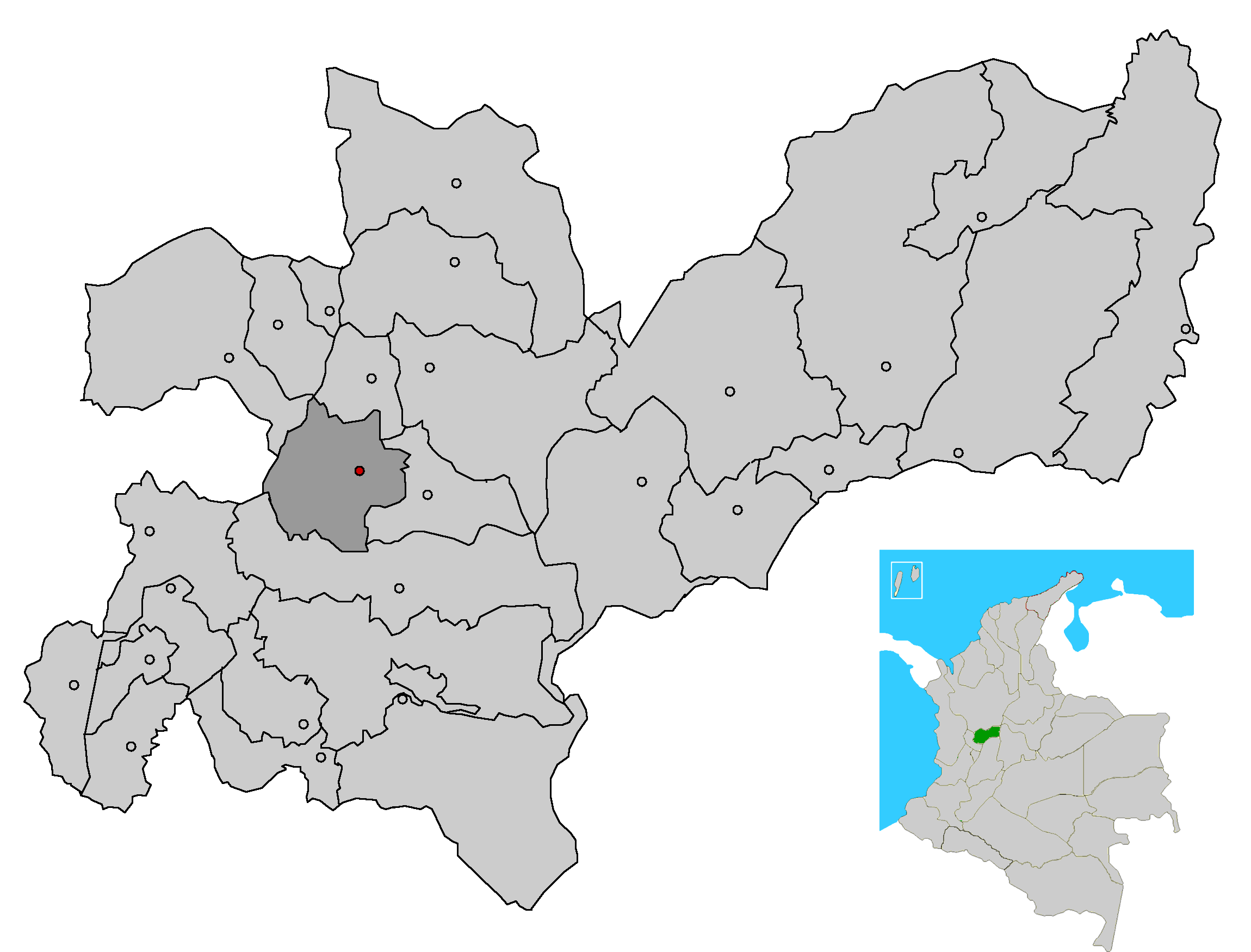
Localização de Filadelfia no departamento de Caldas.

Filadelfia é um município localizado no departamento colombiano de Caldas. Em 2015, sua população era de 11.034 pessoas.